# 응옥히엔현
응옥히엔현(베트남어: Huyện Ngọc Hiển / 縣玉顯)은 베트남 메콩강 삼각주 까마우성의 현이다.

## 행정 구역
응옥히엔현은 1시진, 6사를 관할하고 있다.

### 시진
- 락곡 시진 (Thị trấn Rạch Gốc, 瀝梏市鎭)

### 사
- 덧무이 사 (Xã Đất Mũi, 坦㙁社)
- 땀장떠이 사 (Xã Tam Giang Tây, 三江西社)
- 떤언떠이 사 (Xã Tân Ân Tây, 新恩西社)
- 떤언 사 (Xã Tân Ân, 新恩社)
- 비엔안 사 (Xã Viên An, 園安社)
- 비엔안동 사 (Viên An Đông, 園安東社)